# Okanagan—Revelstoke
Pour les articles homonymes, voir Okanagan (homonymie) et Revelstoke.
Okanagan—Revelstoke est une ancienne circonscription électorale fédérale de la Colombie-Britannique, représentée de 1953 à 1968.
Okanagan—Revelstoke est créée en 1952 avec une partie de Kamloops et de Yale. Abolie en 1966, elle est redistribuée parmi Kootenay-Ouest, Okanagan Boundary et Okanagan—Kootenay.

## Députés
1. 1953-1958 — George William McLeod, CS
2. 1958-1965 — Stuart Fleming, PC
3. 1965-1968 — Howard Earl Johnston, CS

- CS = Parti Crédit social
- PC = Parti progressiste-conservateur